# Eloria ebba
Eloria ebba är en fjärilsart som beskrevs av William Schaus 1927. Eloria ebba ingår i släktet Eloria och familjen tofsspinnare. Inga underarter finns listade i Catalogue of Life.